# DFB-Pokal-Finale 1973
Das DFB-Pokal-Finale der Pokalsaison 1972/73 fand am 23. Juni 1973 zwischen Borussia Mönchengladbach und dem 1. FC Köln im Düsseldorfer Rheinstadion statt. Der Kicker bezeichnete es als eines der „besten, spielerisch hoch stehendsten und spannendsten“ Pokalspiele aller Zeiten. Es ging als das Spiel, in dem Günter Netzer „sich selbst einwechselte“, in die Geschichte ein. Kurz nach dieser Selbsteinwechslung schoss er den 2:1-Siegtreffer für die Borussia.

## Vorgeschichte
Gladbach-Trainer Hennes Weisweiler hatte die Borussia innerhalb von 9 Jahren von der Regionalliga zum europäischen Spitzenfußball geführt. Großen Anteil an diesem Erfolg hatte Günter Netzer, den mit Weisweiler eine Art Hassliebe verband. In der Saison 72/73 war Netzer, der im Vorjahr im Rahmen der Fußballeuropameisterschaft zum Weltstar wurde, jedoch von Formschwächen und Verletzungen geplagt, so dass die Borussia in der Bundesliga nur einen etwas enttäuschenden 5. Platz belegte. Kurz vor dem Spiel war bekannt geworden, dass Netzer zur nächsten Saison zu Real Madrid wechseln würde. Am Tag vor dem Spiel teilte Weisweiler Netzer mit, dass er ihn nicht in die Startformation aufnehmen würde. Netzer antwortete ihm: „Das ist aber mutig von Ihnen.“ Gleichzeitig musste er jedoch innerlich zugeben, dass diese Entscheidung angesichts seiner Formschwäche gerechtfertigt war.
Der 1. FC Köln hatte in den vergangenen fünf Jahren dreimal das Pokalfinale erreicht, davon einmal gewonnen. Als Vizemeister, wenngleich elf Punkte hinter dem FC Bayern München und vier Punkte vor dem Bundesligafünften Borussia Mönchengladbach, ging der FC als leichter Favorit in die Begegnung.

## Das Spiel
Die Borussia ging in der 24. Minute durch Herbert Wimmer in Führung, noch vor der Pause konnten die Kölner jedoch durch Herbert Neumann ausgleichen. Netzer saß auf der Ersatzbank, aber die Fans forderten ständig seine Einwechslung. Ein Kamerateam hatte sich direkt vor ihm aufgebaut und beobachtete jede seiner Regungen. Zur Halbzeit wollte Weisweiler ihn einwechseln, doch Netzer lehnte dies ab: „Besser geht es auch mit mir nicht.“
Als Gladbachs Angreifer Jupp Heynckes in der 58. Minute von seinem Gegenspieler Jupp Kapellmann gefoult wurde, pfiff Schiedsrichter Tschenscher Elfmeter. Der Gefoulte trat selbst an und verschoss. Proteste, dass Kölns Torwart Welz sich zu früh bewegt habe, fruchteten nicht. In der regulären Spielzeit kam es dann noch zu zwei Lattentreffern der Kölner (Jürgen Glowacz, 67. Minute, und Heinz Flohe, 81. Minute) und einem Pfostenschuss für Gladbach (Heynckes in der 86. Minute), Tore wurden jedoch keine mehr erzielt.
Als das Spiel in die Verlängerung ging, suchte Netzer den total erschöpften Christian Kulik auf und fragte ihn, ob er sich noch fit fühlte. Dieser verneinte und Netzer nahm seine Stelle ein. Kulik war aber nicht klar, dass dies nicht mit Weisweiler abgesprochen war. Den Trainer informierte Netzer lapidar: „Ich spiel dann jetzt.“
In der 94. Spielminute erzielte Netzer mit seiner zweiten Ballberührung nach Doppelpass mit Rainer Bonhof den 2:1-Siegtreffer. Netzer erklärte später, dass er den Ball „völlig falsch“, nämlich mit dem Außenspann, traf und dass er dadurch unerreichbar für den gegnerischen Torwart Welz wurde. Er bezeichnete dies als „das größte Glück meines Lebens auf dem Fußballplatz“, denn eigentlich sei „vorprogrammiert“ gewesen, dass „es schief gehen würde“.

## Spieldaten
| Paarung                  | 1. FC Köln – Borussia Mönchengladbach |
| Ergebnis                 | 1:2 n. V. (1:1, 1:1) |
| Datum                    | 23. Juni 1973 um 16:00 Uhr |
| Stadion                  | Düsseldorfer Rheinstadion, Düsseldorf |
| Zuschauer                | 69.600 |
| Schiedsrichter           | Kurt Tschenscher (Mannheim) |
| Tore                     | 0:1 Wimmer (24.) 1:1 Neumann (40.) 1:2 Netzer (94.) |
| 1. FC Köln               | Gerhard Welz, Herbert Hein, Herbert Neumann, Wolfgang Weber, Bernhard Cullmann, Heinz Simmet, Jürgen Glowacz (71. Rainer Gebauer), Heinz Flohe, Hans-Josef Kapellmann, Wolfgang Overath (71. Harald Konopka), Hannes Löhr Cheftrainer: Rudi Schlott   |
| Borussia Mönchengladbach | Wolfgang Kleff, Heinz Michallik, Berti Vogts, Klaus-Dieter Sieloff, Rainer Bonhof, Dietmar Danner, Herbert Wimmer , Christian Kulik (91. Günter Netzer), Henning Jensen, Bernd Rupp (117. Uli Stielike), Jupp Heynckes Cheftrainer: Hennes Weisweiler |
| Gelbe Karten             | Jürgen Glowacz – Jupp Heynckes |
| Besonderheiten           | Welz hält Foulelfmeter von Heynckes (58.) |

## Auswirkungen
Netzers Treffer wurde zum „Tor des Monats“ und er selbst zum „Fußballer des Jahres“ gewählt. Er blieb bis 1976 bei Real Madrid, wo er jeweils zweimal den Pokal und die Meisterschaft gewann.
Weisweiler konnte den Weggang Netzers mit jungen Spielern kompensieren und gewann mit der Borussia im Jahr 1975 sowohl die Meisterschaft als auch den UEFA-Pokal.
Der 1. FC Köln konnte den DFB-Pokal erst wieder 1977 gewinnen, nachdem Weisweiler dort das Traineramt übernommen hatte.